# Находка (бухта, Японское море)
Нахо́дка (с 1859 года — гавань Находка) — бухта на западе залива Находка Японского моря, на юге Приморского края.
Расположена в черте города Находки. Вдаётся в западный берег залива Находка между мысом Астафьева и мысом Шефнера. Вдоль берегов бухты тянутся причалы порта Находка, цехи судоремонтных заводов и других организаций. Примерно посредине бухты имеется два мыса: мыс Баснина и мыс Линдгольма, который представляет собой угол причала № 33 Торгового порта. У северо-западного берега бухты имеется ковш, оборудованный причалами.
Согласно французскому изданию 1862 года, бухта была обнаружена английским винтовым корветом «Хорнет» в июле 1856 года, русским пароходо-корветом «Америка» — 18 июня 1859 года: в тот же день в вахтенном журнале «Америки» было засвидетельствовано два селения на правом и левом берегу бухты. Русские поселились в бухте в 1864 году, основав здесь военный пост.
Название бухты дано по приказу Н. Н. Муравьёва-Амурского, находившегося на борту «Америки». Объяснение происхождения названия бухты, согласно которому русский корвет, скрываясь от шторма, укрылся в тихой бухте, ставшей находкой для моряков, относится к легенде.

## Гидрометеорологический режим
Два мыса между входом в бухту хорошо защищают акваторию бухты от морского волнения. Бухта обычно замерзает с января по март, сравнительно тонкий лёд обычно не препятствует судоходству. Снег выпадает с конца ноября по первое апреля.
С октября по март преобладают северные ветры, в апреле и мае — юго-восточные, летом — южные. С двух сторон бухта защищена горами, поэтому северные и западные ветры не достигают здесь большой скорости. Южные ветры проносятся по бухте сильными шквалами, не задерживаясь холмистым юго-восточным берегом. Южные и юго-восточные ветры заносят в бухту крупную зыбь, создающую неспокойную стоянку у причалов северной части бухты. Для стоящих у причалов судов наибольшую опасность представляет сильный и продолжительный южный ветер во время прохождения тайфунов, который наблюдается здесь раз в несколько лет: при этом наблюдается нагон воды до 1 метра и волна высотой до 4 метров. Штормы случаются в зимнее время в среднем от 3 до 5 дней в месяц, летом штормы редки.
Туманы в бухту проникают в значительно меньшей степени по сравнению с другими бухтами залива Петра Великого, так как они задерживаются окружающими её горами. В северо-восточную часть бухты заходит ответвление течения от реки Партизанской, которое несёт с собой ил.

## Обнаружение бухты англичанами и русскими
Согласно французскому изданию 1862 года, английский винтовой корвет «Хорнет» (переводится как «Шмель») под командованием Чарльза Кодрингтона Форсайта в июле 1856 года дал название бухте — гавань Фримен (port Freeman). Тогда же англичане дали названия рядом расположенному заливу — Хорнет (по другим сведениям — английским кораблём «Барракуда» 21 августа 1855 года), впадающей в него реке — Лайон, а острову — Лисий. Во французском издании 1861 года написано: Port Freemann = Port Nahodka. В более поздних изданиях название Port Freeman относится к заливу Стрелок. В немецком издании (1871) «пролив Стрелок» имеет второе название Port Freeman. В британском издании (1884) залив Стрелок называется Port Freeman.
Русские, открывая какую-нибудь гавань в заливе Петра Великого, не знали о том, что она уже была обнаружена французами или англичанами. Вечером 17 июня 1859 года русский пароходо-корвет «Америка» с генерал-губернатором Восточной Сибири Н. Н. Муравьёвым-Амурским на борту, возвращаясь из японского порта Хакодате (по другим сведениям: направляясь из Николаевска-на-Амуре в японский порт Хакодате), зашёл в ранее неизвестный залив. Утром 18 июня 1859 года, когда туман рассеялся, штурман Николай Красильников (или Я. Т. Астафьев) сделал запись в вахтенном журнале: «В шесть часов утра снялись с якоря, пошли к осмотру берега, заметили к юго-западу углубление и открыли бухту… На правом и левом берегу — два селения. По приказу его сиятельства [Муравьёва-Амурского] бухту назвали Находка». По другим сведениям в вахтенном журнале была сделана запись: "Открытая бухта не обозначена на карте, а потому бухте присваивается название «Гавань Находка». В «Руководстве для плавания…» (1866) сообщается, что «бухта эта названа гаванью по совершенно закрытому от ветров положению своему между холмистыми покрытыми лесом берегами и окраенными местами не высокими».
Во время плавания «Америки» в 1858 и 1859 годах были открыты и названы заливы и бухты залива Петра Великого: Америка, Стрелок, Амурский, Уссурийский, Воевода, Новик, Владивосток. Трудно установить, кто конкретно и когда давал названия, но несомненно, что многие из них одобрял Н. Н. Муравьёв-Амурский (Алексеев, 1985).

## Объяснение происхождения названия Находки
В литературе давались такие объяснения происхождения названия бухты:
- «Я гляжу… на бирюзовые волны бухты и думаю: почему её назвали Находкой? Кто её нашел? И когда? Может быть, это всего лишь легенда…»[22] (Болгарин, 1960).
- «Это была чудесная находка. В память о спасении бухту назвали Находкой»[23] (Басевич, 1965).
- «Новосёлы… непременно интересуются: почему такое необычное имя — Находка? И местные, коренные объясняют: …моряки поздравили друг друга с чудесной находкой»[24] (Северов, 1986).

Долгое время существовала красивая легенда, которая передавалась устно и в книгах. Вот как её пересказал В. Д. Успенский:

…Русский пароходокорвет «Америка» следовал на юг… Жестокий шторм обрушился на пароходокорвет. Ветер рвал паруса, волны перекатывались через палубу. В трюмы корабля поступала вода, команда была измотана. Близилась ночь. И тогда командир… принял смелое решение: идти к неизвестному гористому берегу, видневшемуся вдали, искать там спасения и в крайнем случае выбросить корабль на сушу. Крутые сопки высились впереди, не суля ничего хорошего. Но едва пароходокорвет приблизился к ним, словно бы расступились. Подгоняемый ветром, корабль стремительно промчался мимо губительных утёсов и оказался в просторном заливе. Командир повернул судно влево, за мыс, и вскоре… «Да это же находка для нас!», — воскликнул кто-то из корабельных офицеров… Так и назвали эту бухту Находка.

Действительный член географического общества СССР Масленников опроверг эту легенду. Отыскав в Центральном архиве ВМФ вахтенный журнал «Америки», он опубликовал статью: в действительности же 15 июня 1859 года пароходокорвет вышел из японского порта Хакодате, через двое суток моряки увидели сопки, погода была характерна для этого времени: туман с дождём.

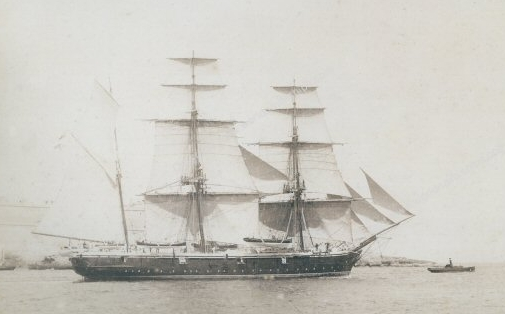
Английский винтовой корвет «Хорнет[англ.]» (1894)
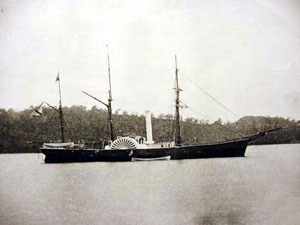
Русский пароходо-корвет «Америка» (1860-е)
Гидронимия в бухте Находка в XIX — первой половине XX века

## Прочие названия
Гидрографы М. А. Клыков и Ф. К. Орехов сохранили китайские названия бухты: Сучан-Шайна (1866) и Туй-хан-швуа (1872).
Цезывай — бухта в районе Находки: формант - вэй обозначает «извилина реки или гор, излучина, извилистый». Гидроним встречается в Приморье: Цезывай — название бухты Весёлкина в Уссурийском заливе до 1972 года, бухта Чавайза в Муравьиной бухте. В электронном справочнике Приморской краевой библиотеки им. А. М. Горького «Территория. Находкинский городской округ» в тексте о довоенном строительстве порта в бухте Находка приводится «бухта Ци-Це-Вай (район морского вокзала, вокруг мыса Опасного до мыса Шефнера)». Известна речка Цицевай, протекавшая в районе улицы Ленинской.
В 1863 году (до образования первых русских поселений в бухте Находка и на реке Сучан) команда британского судна была нанята для вырубки древесины в гавани Нухукай (Noohookai Harbour) в заливе Хорнет. В бассейне реки Сучан недостатком была нехватка древесины, крупные дубы встречались только в окрестностях Находки (1868). На территории Приморского края встречаются китайские топонимы с компонентами: нэй — «внутри, внутренний», ху — «озеро», хай — «море». Газета «Владивосток» от 13 сентября 1883 года писала, что закрытая от ветров бухта Находка составляет «нечто вроде больших размеров озеро».

## Описание

### Вторая половина XIX века
Название бухты Находка стало упоминаться на морской карте с 5 июля 1859 года. В «Морском сборнике» № 11 за 1862 год были впервые опубликованы материалы с описанием бухты Находка: заметки подполковника Д. И. Романова.
Детальная съёмка и промер производились в сентябре 1860 года военными топографами Лисученко и Силиным под руководством подполковника В. М. Бабкина с борта шхуны «Восток» и шлюпок. Первое обстоятельное описание гавани Находка выполнено подполковником Ф. К. Ореховым. Как сообщалось в «Руководстве для плавания у западных берегов Японского моря между заливами Св. Владимира и Америка» (1866): «Гавань Находка (Сучан-Шайна) находится в вершине залива Америка и впадает в его западный берег. Бухта эта названа гаванью по совершенно закрытому от ветров положению своему между холмистыми, покрытыми лесом берегами и окрестными скалами. К северному входному мысу Шефнера прилегает небольшой по высоте островок Новицкого».
В 1861 году, зайдя в бухту Находка на клипере «Гайдамак», Алексей Пещуров отмечал: «Придёт время, бог даст, ещё на нашем веку, когда теперешняя тишина сменится тысячами звуков, которые сольются в непрерывный глухой шум торгового порта». В 1860 и 1861 годах М. Е. Мейер выставляла гравюру на дереве: «Житель берегов Амура Каньма-Джи и Гавань Находка» в восточной Сибири, с картины Е. Е. Мейера «Гавань Находка».
В гавань с обоих берегов впадало много ручьёв, а в вершине гавани — речка. Гавань Находка… «от N и NW ветров укрыта громадным хребтом и самый холодный ветер зимою в ней дует с реки Сучан, то есть от NO, всегда несколько влажный, а вследствие этого там зима, по показанию постовой команды, стоит мягкая и ручьи почти никогда не перемерзают»; зимою в бухте Находка по толщине льда бывала возможной езда на санях (1871). «Оба берега гавани холмисты, образуют частые пади и распадки. Дровяным лесом снабжаются Сучанские известковые заводы» (1898).
В отчёте РГО за 1874 год упоминается мыс Обсерватории в гавани Находка. И. С. Боголюбский в очерке 1876 года писал: «Далее к берегам бухты Находки до крайнего угла ея обнажается гранит, как в бухте Врангеля, а в СЗ. берегу, где построена фактория Находка, выступают диорит и амфиболит… В долине Находки встречаются кроме валунов сланцев, куски гранита, сиенита, диорита и амфиболита. Я пробил шурф в 1 версте от устья, уже на 3/4 арш. глубины оказалась вечная мерзлота… По самой долине нашёл множество старых ям и отвалов, оставшихся от прежних разработок китайцев, которые искали золото. Ещё найдены были две свежие ямы, выкопанные одним калифорнийским золотоискателем… По реке Финская, впадающей в бухту Находка…» (площадь на 40 доль в 100 пудах: заявка содержания золотоносной россыпи).
Мыс Астафьева с восточной стороны был обрывистым. Западная сторона мыса Астафьева состояла из гальки и песка: здесь швартовались пароходы, и здесь же находились фанзы китайцев, которые занимались рыбным, капустным и трепанговым промыслами. По северному берегу бухты шла тропа к устью реки Сучан. «Гавань Находка представляет летом спокойную якорную стоянку от параллели мыса Астафьева к югу. Стоянка-же севернее этой параллели в летнее время безпокойна, по причине зыби и прибоя, производящих толчею у северного берега… Так как западная сторона мыса Астафьева и далее береговая полоса к S-у отличается особенно приглубым характером, то суда обыкновенно становятся против впадины между мысом Астафьева и первым к югу за ним мысом Линдгольм. Для более мелких судов — стоянка при входе в ковш, севернее мыса Баснина» (1898).

#### Ковш в бухте Находка
Как отмечает Энциклопедия военных и морских наук (1891) в статье о гавани Находке: «На её северном берегу замечателен ковш, глубиной 16—18 футов, с чрезвычайно узким проходом». В издании 1898 года приводится подробное описание естественного ковша, существовавшего до строительства порта, упоминается неизвестный ныне мыс Находка: «На северном берегу бухты, почти по средине его протяжения, к N-у от обрывистого мыса Баснина, вдаётся на 5,2 кабельтовых ковш, имеющий при входе между мысами Баснина и Находкой в ширину около 5¼ кабельтовых и внутри почти на половине, суживающийся до 1,2 кабельтовых, отделяя внутреннюю, более мелководную часть, с низменным побережьем и ручьём в вершине».

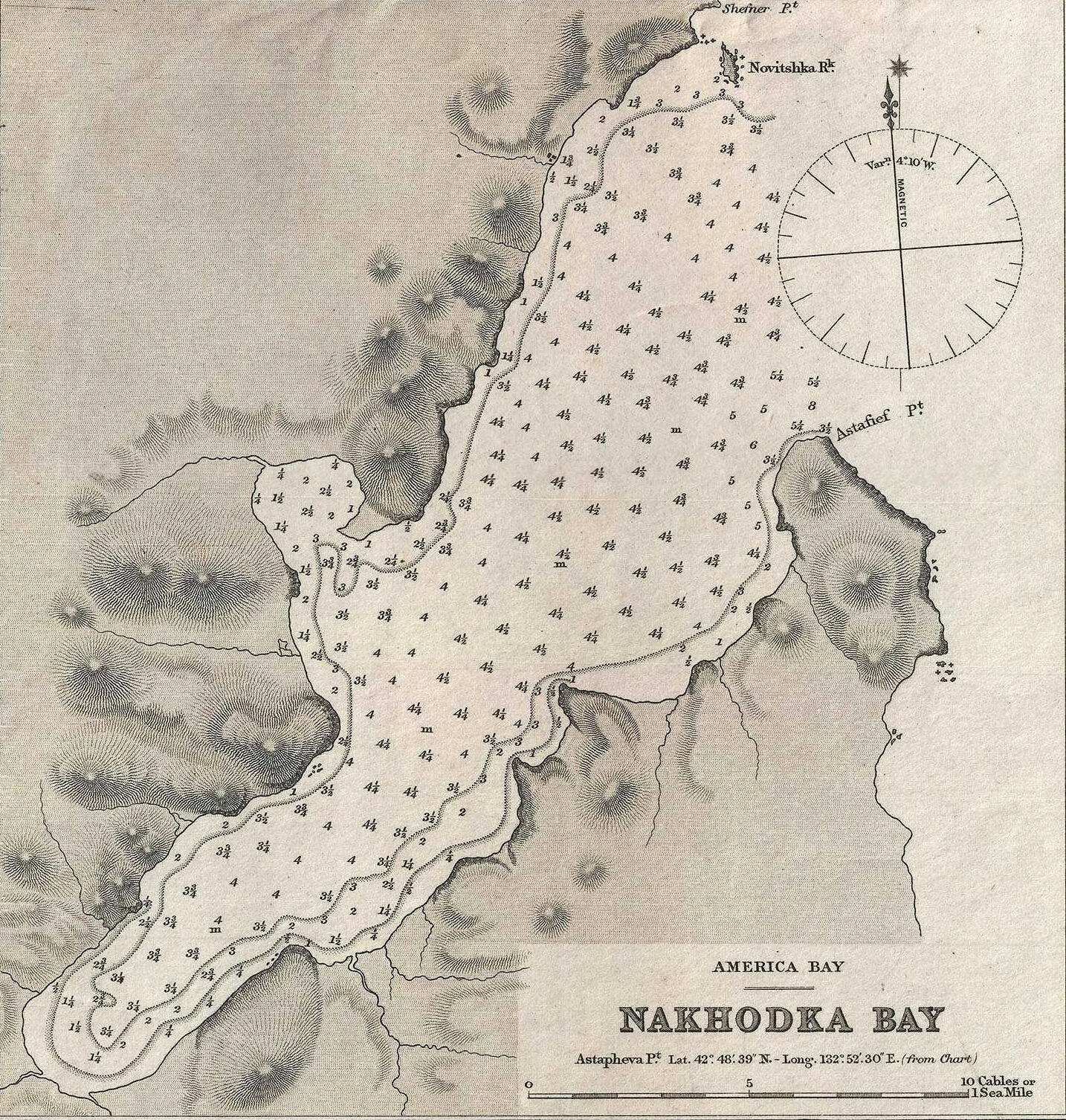
Бухта Находка на английской карте (1868)
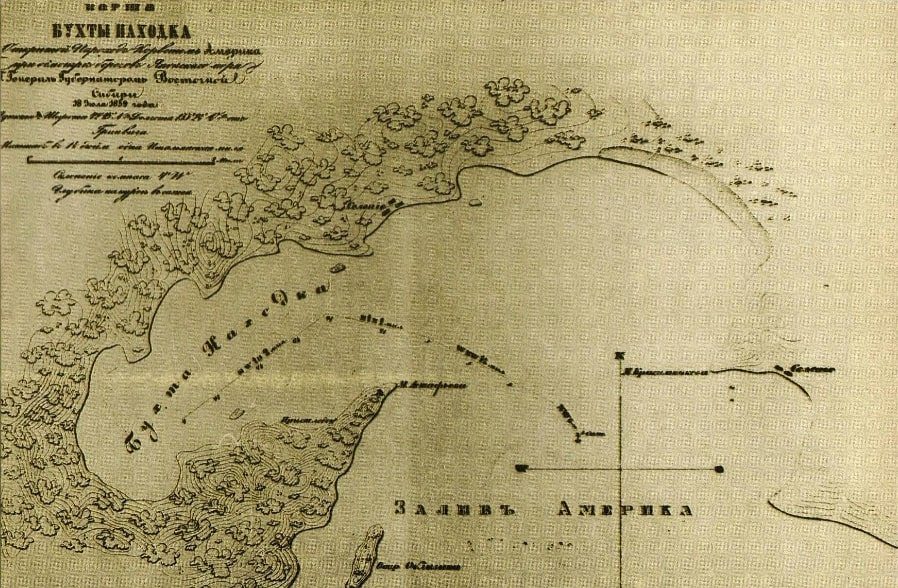
Бухта Находка на карте, составленной моряками «Америки»
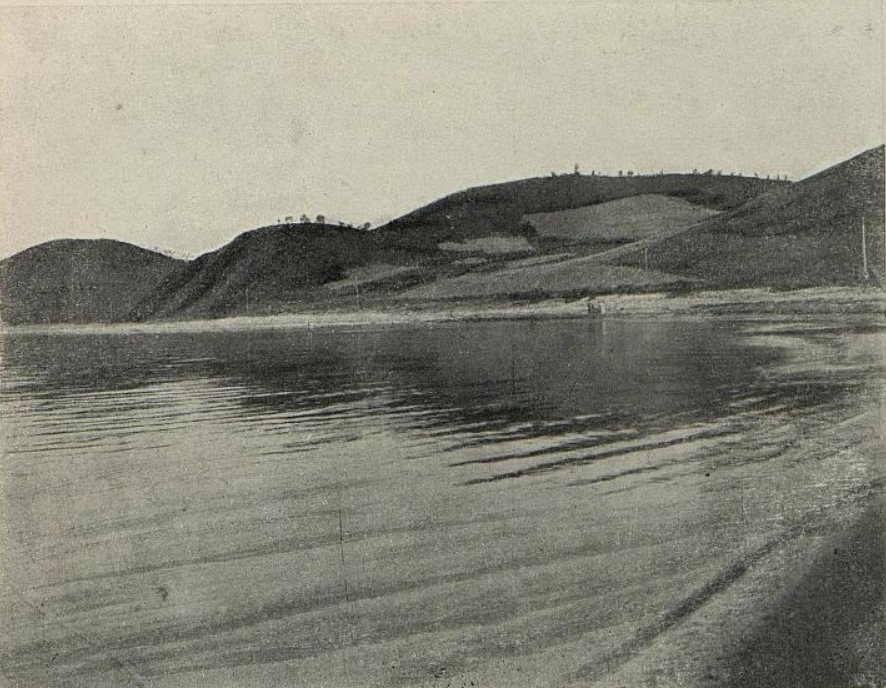
«Берега бухты Находка с пашнями…» (Комаров, 1913)

### Первая половина XX века
По описаниям В. Л. Комарова, который в 1913 году проводил ботанические исследования на полуострове Трудном, в бухте Находка в подводных лугах близ берега бухточек росли сплошные заросли взморниковых: у берега — Zostera japonica, далее — Phyllospadix juzepczukii сплошным поясом на глубине двух аршин.
В журнале «Юная Россия» (1914) о бухте Находка кратко сообщалось, что «бухта невелика, хотя годится для стоянки больших судов. Берега мало интересны и пустынны». По сообщению одного из участников изыскательской экспедиции гидрологов в бухте Находка в 1931 году: «В те времена берега бухты были скалистые, обрывистые, густо поросшие лесом. Удобные выходы к морю с небольшими песчано-галечными пляжами были у мысов Шефнера и Линдгольма, в долине речки Цицевай, где вход в бухту преграждался косой. В остальных местах пройти вдоль берега можно было по каменистым россыпям, да и то во время отлива. Сообщения между деревней Американка, посёлком Находка, хутором Русский и другими осуществлялось либо по воде, либо по тропам. Северный берег залива Америка был совершенно пустынным…».
До 1934 года берега бухты, за исключением деревни Находки, посёлка Дальгосрыбтреста на мысе Астафьева и озера «пятачок», были пустынны, заросшими лесом и кустарником, в конце бухты — в районе станции Рыбники был большой заболоченный луг.